# Шаппелер, Христофор

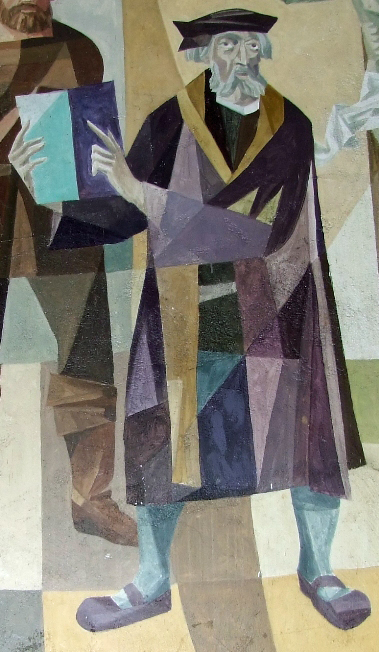
Христофор Шаппелер. Современное изображение

Христофор (Кристофор) Шаппелер (нем. Christoph Schappeler; 1472 — 25 августа 1551) — немецкий религиозный деятель, священник.
В начале XVI века во время протестантской Реформации и крестьянской войны в Германии был проповедником церкви Святого Мартина в Меммингене.

## Биография
Сторонник интересов крестьянских общин, проявил себя защитником прав бедных слоев населения, в результате чего магистрат в 1516 году стал подвергать его проповеди цензуре.
Однако, к 1521 году ситуация изменилась. Магистрат имперского города Мемминген стал оказывать ему поддержку. Когда в 1524 году Шаппелер был отлучëн от церкви, городской совет отказался следовать указаниям епископа о его изгнании из города.
В феврале 1525 года Ульрих Шмид, один из предводителей повстанцев, простой деревенский кузнец, обратился к городскому совету Меммингена с просьбой найти среди горожан людей, которые были бы способны свести воедино более трёхсот жалоб местных крестьянских общин. За эту работу взялись меммингенский проповедник Христофор Шаппелер и скорняк-подмастерье Себастьян Лотцер (Sebastian Lotzer), которые составили документ, получивший широкую известность под названием «Двенадцать статей». Принято считать, что находившийся под сильным влиянием цвинглианства Х. Шапеллер был автором разделов, в которых рассматривались религиозно-организационные вопросы, в то время как С. Лотцер подготовил сводку собственно крестьянских требований.
19 марта этот документ был впервые напечатан в местной типографии, а затем, в течение трёх последующих месяцев, последовали ещё 23 его издания, осуществлённые в разных немецких городах и широко распространился по Европе. Вышедшие в свет под заглавием «Основательные и истинные главные статьи, в которых считают себя обиженными все поселяне и сельские работники духовных и мирских начальств», стали крестьянским манифестом, объединявшим требования громадного большинства. Требования эти были умеренны и справедливы и основывались единственно на Святом Писании. Совсем не касаясь вопросов общественного устройства, авторы просили только свободы евангелической проповеди, отмены крепостничества, устранения наиболее обременительных феодальных повинностей и уничтожения привилегий, угнетающих массу народа, возврата захваченных общинных земель, отмены привилегий господ на рыбную ловлю, охоту и пользование лесом. Также требовалось сократить барщину, оброк, другие повинности и отменить судебный произвол. Помимо этого, «Двенадцать статей» предполагали право общин избирать священников и частичную отмену церковных налогов. 
«Двенадцать статей» использовали идеи Лютера для борьбы за права крестьян. Хотя у Шаппелера не было прямого контакта с крестьянскими вождями, Лотцер передавал им его мысли. Принявшие «Двенадцать статей» отряды восставших составили, так называемое, «Христианское объединение», которое было в апреле 1525 полностью разгромлено войсками «Швабского союза», считавшего Мемминген местом зарождения восстания. Когда 9 июня 1525 года город заняли силы «Швабского союза», Шаппелер бежал в Санкт-Галлен, где тщетно ждал возвращения к своей основной деятельности.